# بسته‌دیم
بسته‌دیم، روستایی است از توابع بخش خشکبیجار شهرستان رشت در استان گیلان ایران.

## جمعیت
این روستا در اطراف خشکبیجار قرار دارد و براساس سرشماری مرکز آمار ایران در سال ۱۳۸۵، جمعیت آن ۳۹۷ نفر (۱۱۰خانوار) بوده‌است.